# Décès en 1365
Décès
- 1361
- 1362
- 1363
- 1364
- 1365
- 1366
- 1367
- 1368
- 1369

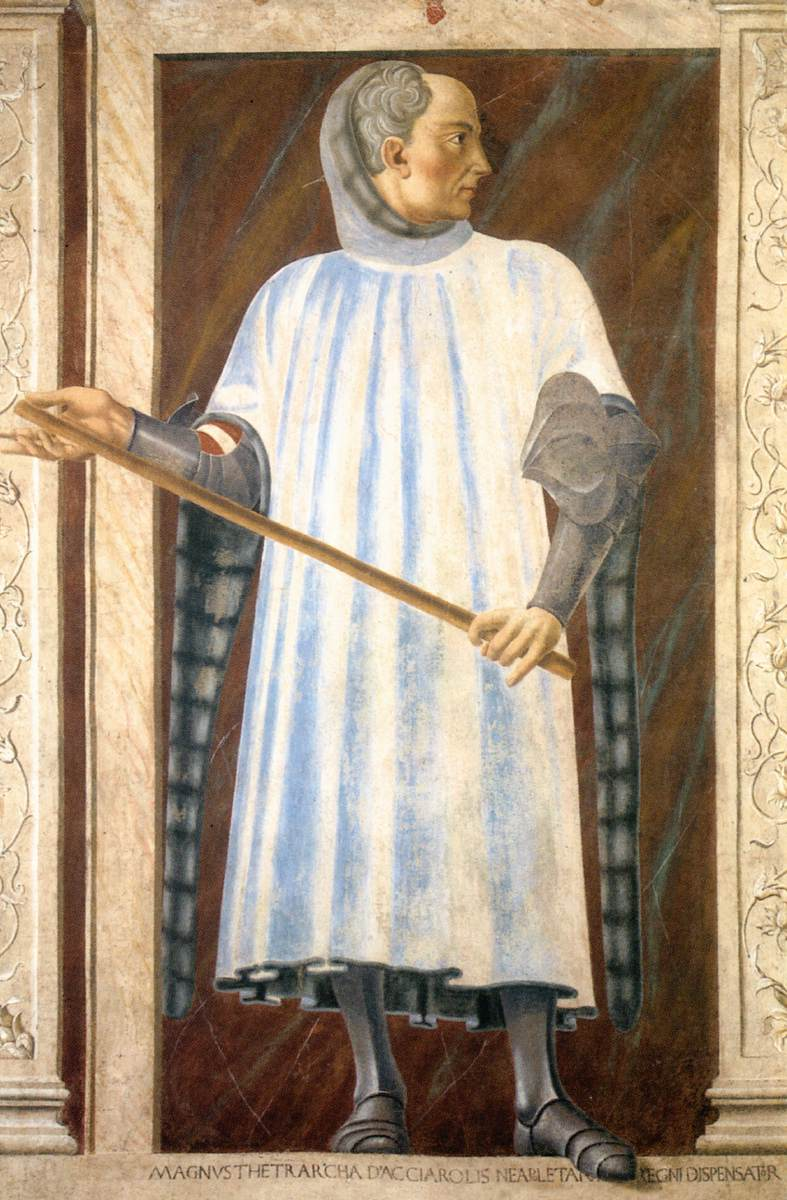
Niccolò Acciaiuoli, mort en 1365.

Cette page dresse une liste de personnalités mortes au cours de l'année 1365 :
- 9 mars : Gui Ier de Choiseul, seigneur de Choiseul et seigneur de Montaiguillon.
- 11 avril : Ichijō Tsunemichi, noble de cour japonais (kugyō) de l'époque de Muromachi.
- 19 avril : Pierre IV de Gruyère, comte de Gruyère.
- 12 mai : Guillaume II de Thurey,  évêque d'Autun puis archevêque de Lyon.
- 17 mai : Louis VI le Romain, duc de Haute-Bavière, puis margrave de Brandebourg et enfin électeur de Brandebourg.
- après le 5 juin : Marguerite de Sternberg, douairière sur Bytom.
- 18 juillet : Lorenzo Celsi, 58e doge de Venise.
- 27 juillet : Rodolphe IV d'Autriche, duc d'Autriche, de Styrie et de Carinthie.
- 22 août : Barnim IV de Poméranie, duc de Poméranie (duché de Wolgast).
- 8 novembre : Niccolò Acciaiuoli, grand sénéchal de Naples[1].
- 8 décembre : Nicolas II d'Opava, duc  d'Opava, duc de Ratibor, burgrave de Kladsko et enfin chambellan du royaume de Bohême.

- Marie d'Artois, comtesse de Namur.
- Giovanni da Ponte, ou Giovanni da Santo Stefano da Ponte, peintre italien de l'école florentine.
- Jean III de Bertrand, évêque de Lausanne puis archevêque-comte de Tarentaise.
- Henri V de Vaudémont, ou Henri de Joinville, sire de Joinville et comte de Vaudémont (Henri V).
- Jean VI de Vendôme, comte de Vendôme et de Castres de la Maison de Montoire.
- Zhu Derun, peintre chinois.

## Crédit d'auteurs
- Cet article est partiellement ou en totalité issu de l'article intitulé « 1365 » (voir la liste des auteurs).